# Schienenzeppelin

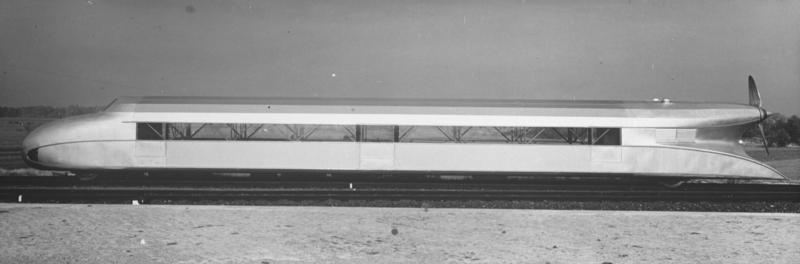
Schienenzeppelin

Schienenzeppelin ("rälszeppelinare") var en experimentell motorvagn som konstruktionsmässigt påminner om ett luftskepp. Det kan också sägas vara ett tidigt snabbtåg. Den utvecklades av flygingenjören Franz Kruckenberg 1929. Den framdrevs med skjutande propeller, och tillverkades bara i ett prototypexemplar. År 1934 såldes det enda exemplaret till Deutsche Reichsbahn. År 1939 skrotades prototypen och materialet användes i Tysklands rustningsindustri.
Schienenzeppelinaren kom upp i mycket höga hastigheter, som högst uppmätt 230 km/h, vilket var världsrekord inom järnvägen ända fram till 1954. Nackdelarna med konstruktionen i form av begränsningar i möjlighet att koppla på vagnar, dålig förmåga att hantera motlut och faran med fritt roterande propellrar bland resenärerna på järnvägsstationer gjorde dock att konstruktionen hade svårt att hävda sig.